# Westerham

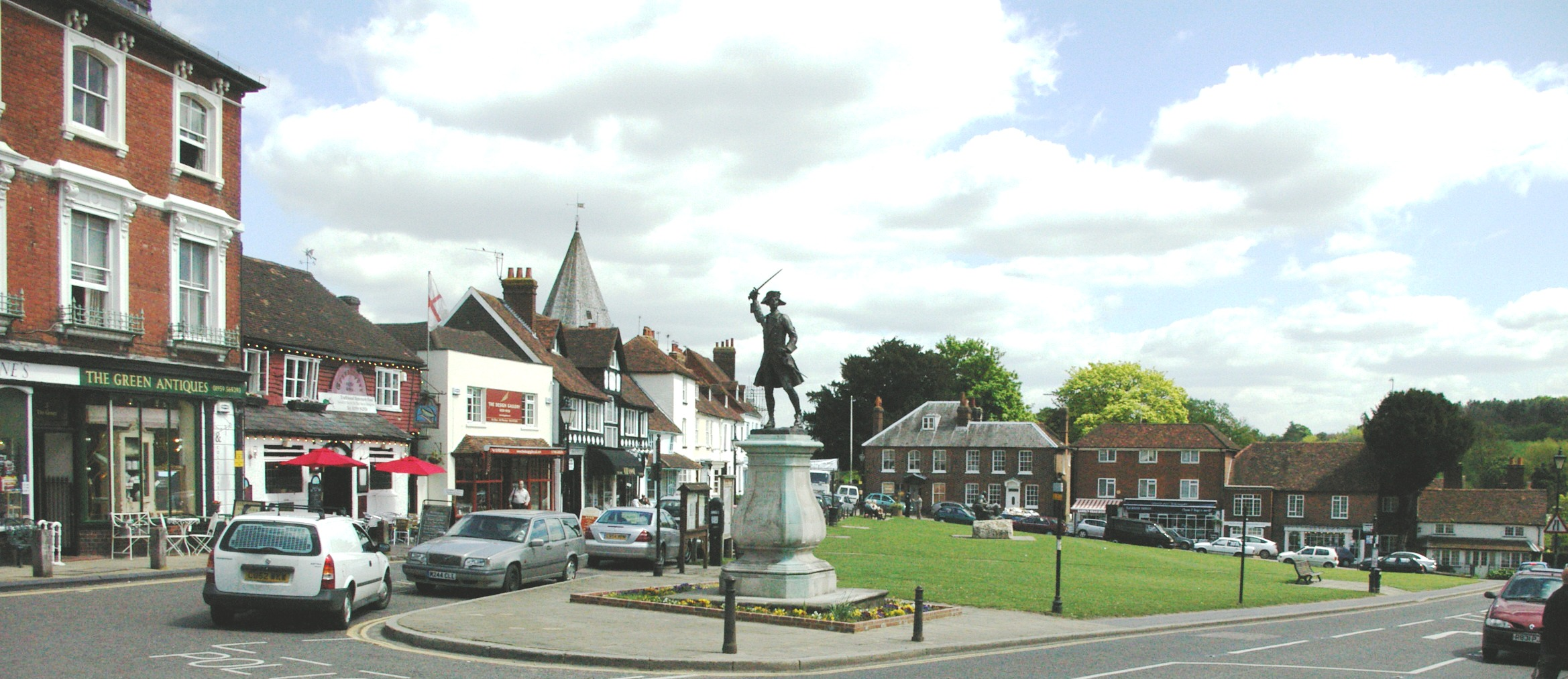
Le centre-ville de Westerham, avec une statue de l'homme local James Wolfe.

Westerham est une ville située dans le district de Sevenoaks, dans le comté du Kent peuplée de 5 000 habitants. Elle est située à dix miles à l'ouest de Sevenoaks. La ville est traverse par la rivière Darent.
Vers quatre kilomètres au sud de Westerham se trouve Chartwell, la maison de Winston Churchill, et aujourd'hui un musée.

## Origines du nom
Westerham est mentionné sous la forme Oisterham dans le Domesday Book. Le premier élément est le vieil anglais wester, ouest. Le second élément est le vieil anglais hām, maison, foyer, village. Le nom dont signifie « maison occidentale ». Cette description est appropriée pour la location de la ville, dans le coin occidental du comté du Kent. L'orthographe est probablement le résultat d'une confusion avec Ouistreham en Calvados. Étréham, aussi en Calvados, a un nom de la même origine et signification.

## Associations avec James Wolfe
Le général James Wolfe naît à Westerham en 1727, dans une maison appelée The Old Vicarage. La maison où il habitait s'appelle Quebec House, et l'église locale abrite non seulement les fonts baptismaux utilisés pour son baptême mais aussi un vitrail mémorial à lui. Il y a aussi une statue de lui dans le centre-ville.